# Любимовка (Томаковский район)
Любимовка (укр. Любимівка) — село, Китайгородский сельский совет, Томаковский район, Днепропетровская область, Украина.
Село ликвидировано в 1988 году.
Находилось на расстоянии в 4 км от села Китайгородка.